# Северин Наливайко
Севери́н (Селівей Павло) Налива́йко(Острозький-Санґушко) (?, Острог, квітень 1554 — 11 (21) квітня 1597, Варшава) — козацький ватажок, один із керівників повстання 1594—1596 років у Речі Посполитій.

## Походження та юні роки
Життя Наливайка до 1594 року маловідоме. Його ім'я було іншим. У літературі можна зустріти різні варіації його імені — Павло, Шимон, Семен, Северин, Семерин, Семерій, згідно документів збережених нащадками — Селівей Павло. Історики схиляються до того, що справжнє його ім'я — Семерій, оскільки саме цим іменем він підписував більшість своїх листів. Вважають, що він народився в містечку Гусятин (нині Тернопільської області), в окремих історичних працях вказуються також Кам'янець-Подільський чи Острог — приблизно в першій половині 1560-х років. За припущеннями Сергія Леп'явка, родина належала до представників залишку боярського стану, батько займався кушнірством. Згідно документів нащадків народився у Острозі в квітні 1554 році. Мати — Гальшка (Єлизавета, Катерина) Острозька. Батько — Дмитро Федорович Санґушко? Проте в родоводі Сангушко. дати не збігаються, а у потенційного батька Дмитра Федоровича (†1554) відсутні діти. Його вдова вже наступного року одружилась, а потім мала і 3 шлюб. Від жодного дітей не мала. итул за народженням — князь.
Під час конфлікту з Марціном Калиновським, котрий привласнив собі Наливайківську землю, батька Семерія сильно побили і від отриманих ран він невдовзі помер. Родина переїхала до старшого брата Дем'яна в Острог. Імовірно, за протекції старшого брата, вступив на службу до приватного війська князя Костянтина Василя Острозького, згодом ставши сотником його надвірної хоругви. Брав участь у розгромі заколоту Криштофа Косинського, зокрема у битві під П'ятками. Внаслідок цього його стосунки з запорожцями були надовго зіпсовані, Семерій намагався виправдатись вірністю до свого пана, і ті його пробачили як доблесного лицаря, за щедрий подарунок — півтори тисячі коней, захоплених від татар.

## Козацький ватажок

### Волоська кампанія

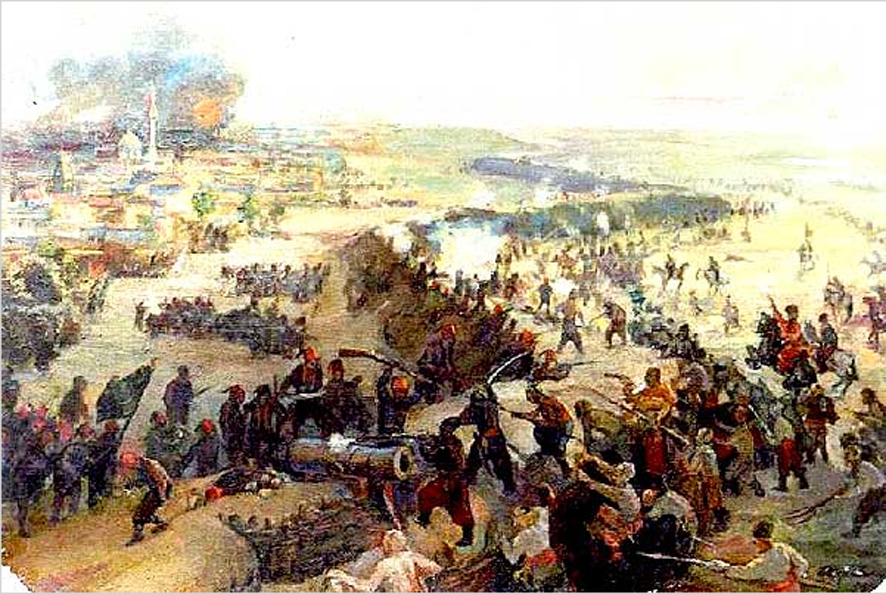
Взяття фортеці Ізмаїл українськими козаками на чолі з гетьманом Наливайком у 1595 році.

1593 року Османська імперія оголосила війну Австрії. У похід мав вирушити і кримський хан, аби вдарити по Угорщині. Виникла небезпека великого походу татар через Україну. Польський уряд, не маючи змоги виставити достатнє кварцяне військо, видав універсали до східного магнатства та всіх охочих про створення «загонів самооборони». Тому у квітні 1594 року, відпросившись зі служби у князя Острозького, Наливайко організував 2,5-тисячний козацький загін та рушив із ним на брацлавське прикордоння, надіслав лист Яну Замойському про свою готовність узяти участь у виправі. Проте польний гетьман Станіслав Жолкевський був щодо козацтва настроєний скептично і не схотів узяти Наливайка на службу. Тоді Северин зі своїм військом пішов на Волощину на власний розсуд. Під час походу розбив татарський загін, захопивши зброю та кілька тисяч коней. Після цього звернувся до запорожців, заохочуючи до згоди та спільних операцій. У червні вони зробили похід вниз Дністра, і розгромили з Семенієм фортецю Паркани і захопили кілька тисяч коней, заготовлених для хана, які подарував запорожцям,—знак визнання їх зверхності. У липні козаки зайняли Теребовлю і Гусятин, захопивши маєтки Мартина Калиновського, забрали всю зброю і пограбували низку шляхетських маєтків (відібрав кілька тисяч коней і зброї). Далі Семерій Наливайко з 4 тис. військом здійснив похід на Молдову і взяв найбільше турецьке місто Придністров'я — Тягин (за винятком добре укріпленого замку). Через місяць наливайківці вирушили назад, але на переправі через Дністер їх наздогнав молдавський господар Аарон із 7-тисячним турецько-татарським військом, що спричинило битву, де козаки зазнали значних людських і матеріальних втрат. Попри це основне ядро свого загону наливайківці на щастя врятували, що не знизило все значення цього походу, за яким уважно стежили союзники. Так, представник Ватикану Олександр Комулович доносив у Рим, що «козаки виконали свій обов'язок». Далі козаки отримали беззастережну підтримку Брацлавських міщан на чолі з війтом Романом Тищенком. Шляхтичі втекли до Вінниці і вимагали прогнати Наливайка і приборкати міщан, проте ті вночі напали на їхній табір і розігнали його. Шляхта звернулася зі скаргою до короля, проте уряд не мав сил на це, і бажав реваншу від татар. Тому потрібні будь-які сили, що дозволило Семерію Наливайкові разом із Яном Оришовським і Григорієм Лободою зібрати військо, чисельністю близько 12 тисяч чоловік. Поважаючи запорозьку ієрархію, Наливайко уступив керівництво Григорію Лободі, хоча це й обтяжувало його. У стосунках Наливайка і Лободи зіткнулися не тільки особисті амбіції, а й чинники соціальні, пов'язані з швидким зростанням козацтва наприкінці XVI ст. Це прекрасно розуміли сучасники. Так, польський хроніст Р. Гейденштейн писав:
Два гетьмани козаків головними були на той час: Архорій Лобода і Симон Наливайко. Лобода керував старими, чистої раси низовцями. Наливайко мав під собою самих збродників і втікачів, людей строгих, але відважних. Звідси взаємна неприязнь… між Лободою і Наливайком.
Тим не менш, під час походу на Молдавію, вони спалили край і його столицю — Ясси, разом. Під впливом втрат молдавський господар розірвав стосунки з Туреччиною і склав присягу Рудольфу II. На початку січня 1595 року Наливайко вирушив на Волощину вже у ролі її союзника. Цього разу знищили околиці Білгорода, спалили Кілію та ще кілька поселень поблизу гирла Дунаю. Захопивши здобич та бранців козаки, відсвяткувавши Великдень, відбули до Пикова.

### Початок конфронтації
Ще восени 1594 року, після першого походу на волохів, Наливайко з козацтвом та міщанами пограбували шляхту в Брацлаві. За намовлянням старого Острозького попалив і знищив актові книги Брацлавського воєводства. Незабаром вщент розбив зібраний шляхтою військовий загін. Королю Сигізмунду III Северин пояснював це як помсту Калиновським:
П. Каліновский моєму батьку без усякої причини ребра поломав, і таким чином батька мого зігнав зі світа, а я за сю велику кривду, не будучи свідомим правних способів і не маючи коштів і накладів, потрібних для процесу, як чоловік бідний, признаюсь до того — постановив був над ним помститися способом худопахольським".
Після цього погрому брацлавці стали повними володарями міста — взяли замок, забрали армату, понищили міські й земські акти. 24 листопада на раді в Барі козаки вирішили домагатися від шляхти згоди на повне утримання війська. Та ж у паніці кидала маєтки й тікала до Львова та Кракова. У лютому 1595 року Лобода й Наливайко знову вирушили у Придністров'я. Разом із ними діяли молдавські, волоські й угорські війська. Союзники здобули міста Тягин, Аккерман (Білгород), Килію, Ізмаїл. Після тримісячної воєнної кампанії козацьке військо повернулося в Україну. Незабаром Наливайко отримав запрошення від брата австрійського імператора архікнязя Максиміліана, який командував усіма союзними силами. З червня він воював в Угорщині у складі союзного війська і у вересні, прийшов на Волинь під Луцьк. Проте народовладдя тривало до літа 1595-го, коли в Україну вирушило кварцяне військо. Приблизно тоді ж на Поліссі господарювало низове козацтво на чолі з Федором Полоусом, який:
…відступивши від Лободи, пройшов горі Дніпром і там ходив з своїм полком, виберав стацію й чинив наїзди на шляхетські доми.
Але внаслідок завершення військових дій проти османів, що призвело до призначення господарем Молдавії ставленика поляків Єремії Могили, а сам край номінально поновив васальну залежність від Туреччини фактично ж ставши буферною зоною поміж двох імперій, ситуація змінилася.
Це, своєю чергою, внесло переміни у відносини до козаків — якщо досі їх воєнні операції, звернені проти мусульман, були корисні польському урядові, то віднині козаччині вирішили покласти край. До того ж відтепер Корона мала змогу зосередити сили на подоланні «українних своєвільств». Сейм ще 1593 року ухвалив дуже грізні постанови, проголосивши козаків за «бунтівників і ворогів держави». Втім ці ухвали зосталися на папері, а козаки всі ці роки були повними господарями на всім українськім пограниччі, від Східного Поділля до Дніпра. Розквартировувалися де хотіли, збирали контрибуції та припаси. Починаючи з повстання Косинського, козацтво дедалі завойовували Україну — Київщину, Східне й Західне Поділля, а потім і Волинь. При цьому поволі і впевнено опановували козаки нові території, використовуючи їх для поповнення власних сил. Характерно, що козаки діяли окремими загонами під керівництвом Лободи, Федора Полоуса, Сашка Федоровича, Матвія Шаули та інших старшин. Сильний поштовх до піднесення козацького руху дав польський уряд, який влітку 1595 р. ввів війська в Молдову, але, щоб підтримати мир із Туреччиною, заборонив козакам самостійні виправи. Це налаштувало їх проти уряду, місцевої влади, шляхти. Численні втікачі, які приєднувалися до козацьких загонів, надали цьому рухові вже соціального забарвлення.

### Волинська кампанія

Карабулін Б. М. «Взяття Луцького замку С. Наливайком»

Грандіозні контрибуції розпочав Наливайко восени 1595 р. після повернення з Угорщини. Насамперед пішов на Волинь, під Луцьк у час ярмарку і судової сесії, коли до краю понаїздило шляхти та купців. Налякані обивателі вислали назустріч делегацію на чолі з біскупом Бернардом Мацейовським і домовились про відкуп у розмірі кілька тисяч золотих; але Наливайко і пограбував ще й передмістя. Далі вирушив на Білорусь, здобув Слуцьк, забрав гармату та наказав міщанам заплатити величезний викуп, й, перш ніж підійшло литовське військо, рушив на Бобруйськ і Могилів. Після взяття й розграбування останнього наприкінці січня повернувся на Волинь.

На Волині, ймовірно, за дорученням князя К. В. Острозького, пограбував маєтності представника уніятів Кирила Терлецького та його брата Яроша, зокрема, Будераж, та скарбницю. Внаслідок цієї акції, починаючи з Літопису Граб'янки, Северин постає у німбі оборонця православ'я, хоч на думку Михайла Грушевського:
…принціпіальні реліґійно-національні мотиви в русі властиво ще не грали ніякої замітної ролі.

### Бої з кварцяним військом
Після вдалої для себе кампанії наливайківці, відчувши свою міць, дедалі розповсюджували навколо себе загальну непокору владі. Канцлер Ян Замойський зазначав, що Наливайко «…листи розписує, що за волю це мало бути». При цьому він не виявляв особливої агресивності щодо представників панівного класу. Так, у Слуцьку до його рук потрапили діти мстиславського воєводи Ієроніма Ходкевича, але їм не заподіяли ніякого зла, хоч магнат вислав проти козаків загін гайдуків. Наливайко писав з цього приводу:
Ми як люди рицарські над невинними мститися не хочемо, це нам, людям рицарським, не годиться.
 Утиски, вчинені наливайківцями К. Терлецькому, котрий перебував у фаворі Корони, призвели до остаточного рішення про військовий похід коронного війська проти козацтва. Сигізмунд III оголосив посполите рушення на західно-українських землях, але шляхта зреагувала на нього відверто мляво. Натомість опорою С. Жолкевському в поході стали князь Кирик Ружинський, котрий через власну латифундію в Паволоцькій волості розсварився з козаками, ставши їм за найнепримиреннішого ворога, та Богдан Огинський, котрий керував литовською частиною війська. З козацького боку керманичами виступили Григорій Лобода, Матвій Шаула, Криштоф Кремпський та Сасько Федорович. Запорожці на початку повстання, не мали Наливайка за спільника, і лише загроза коронного війська призвела до об'єднання низовиків та наливайківців:
Лобода мав впливи серед більшої части, і то старших Низовців, Наливайко переважно серед різних утікачів, що вчинивши якийсь злочин, або покинувши своїх панів, тїкали до козаків, шукаючи захисту — у них він своєю відвагою й злочинами здобув велику славу й повагу.
 У Річиці над Дніпром Наливайка наздогнав шляхтич Ян Мєшковський, який служив при королівському дворі. Він порадив Наливайкові дати королю письмове пояснення своїх дій, що той і зробив. Це перше відоме звернення українського козака до короля Речі Посполитої. Наливайко описав свою діяльність у 1594—1595 рр. і запропонував власний план впорядкування козацтва: передати козацтву прикордонну територію від Дністра до Дніпра з центром у новозбудованому місті-фортеці. Козацьке військо мало захищати від татар, турків та московитів, за символічну платню від держави. Себе Наливайко пропонував на посаду єдиного офіційного гетьмана. На початку лютого 1596 року Наливайко повернувся на Волинь, де діяв у межиріччі Прип'яті й Горині. Занепокоєні розвитком подій польський уряд боявся походу козаків на Замостя і Краків, погроз про «винищення шляхетського стану». Також були чутки що Наливайко, як і Лобода, навесні збирається до Молдови або за пороги. Костянтин Острозький не реагував на це, оскільки наливайківці йому ще знадобляться у сутичці проти унії. Уряд ще з весни 1595 р. замислив розправу над повстанцями, але таку можливість він отримав після закінчення військово-політичних маневрів у Молдові. Взимку 1595—1596 рр. проти козаків відправили 12-тисячне військо, на чолі з польним гетьманом Станіславом Жолкевським. Через це Наливайко відійшов на південний схід Волині, до містечка Острополя. Потім на нього раптово напав Жолкевський із двома козацькими ротами в селі Мацієвичі й знищили наливайківців. Наливайка, якого встигли попередити, втік, але Жолкевський наздогнав його біля Прилук. Бій закінчився безрезультатно, а вночі Наливайко подався на південний схід, до Корсуня. Щоб не допустити об'єднання козаків, Жолкевський вирішив сіяти розбрат з-поміж ватажків, обіцявши виплату Лободі за Наливайка і дати спокій козакам. На початку квітня козацькі загони об'єдналися поблизу Білої Церкви й напали на каральний загін князя Кирика Ружинського. Незабаром військо Жолкевського дало жорстокий бій біля козацького табору, у якому обидві сторони зазнали значних втрат. Загинув козацький полковник Сасько, Шаулі відірвало руку. Гетьманом став Наливайко. Вночі повстанці вирушили до Трипілля, далі підрозділи витягнулися уздовж Дніпра для охорони переправ. Проте становище повстанців вкрай ускладнилося, через суперечки з приводу подальших дій, тоді Лобода повернув собі гетьманство. На початку травня для замирення провели переговори з поляками, які закінчилися безрезультатно, оскільки польська сторона вимагала видати Наливайка, гармати, хоругви і всіх селян-втікачів. Бездіяльність у Переяславі спричинила поразку повстанців, бо вони повністю віддали ініціативу в руки, противника. У цей час Жолкевський зібрав сили і організував переправу під Києвом. Повстанці кинулися на схід, але під Лубнами, в урочищі Солониця їх наздогнали. Козаки швидко спорудили табір, оточили його возами в 7—9 рядів, окопали ровом і шанцями. На укріплення й вози поставили близько двох десятків гармат. З одного боку табір був фактично неприступний, бо прилягав до болотистої низини, яка тяглася від Сули. 25 травня 1596 р. почалася виснажлива облога табору, яка закінчилась обстрілами.

## Смерть
5—6 червня на кінець облоги Солониці постраждало кількасот осіб від гарматного вогню. Провідних повстанців — Наливайка, Кособуцького, Павловського, Шкарпетка, Островського, Коршеловського, Шаули, Шостки, Дуки, Оливка, Микитка — відвезли до Львова, а потім до Варшави. Процесія завернула до королівської резиденції Уяздов, де на Наливайка хотіла подивитися стара королева. Вона стояла на балконі палацу, і Наливайко, піднявшись у кареті, шляхетно привітав її. Присутній при цій події німецький торговий резидент із Данцігу так описав Наливайка:
З вигляду гарний чоловік, сильний і стрункий, з вихованим і одвертим обличчям.
Таке загальне враження сучасників від Наливайка, бо схожу характеристику дав йому і польський хроніст І. Бєльський:
Була то особа красна, муж, яких небагато.
Восени 1596 року дев'ятьох спільників Наливайка стратили. Самого Семерія неодноразово катували, по кілька діб не давали йому спати. Йому намагалися влаштувати втечу. Джура Наливайка зумів передати в тюремну камеру пилку, якою той перепиляв колодку, але сторожа це помітила. Зі стратою Наливайка затягували, оскільки він був потрібен правлячим колам як учасник внутрішніх і міжнародних інтриг. Все ж останній допит Семерія Наливайка відбувся 9 квітня в будинку коронного маршалка в присутності кількох високопоставлених осіб. 11 квітня 1597 року в центрі Варшави на очах у великого натовпу Семерію Наливайкові відрубали голову. Потім тіло четвертували.

## Родина

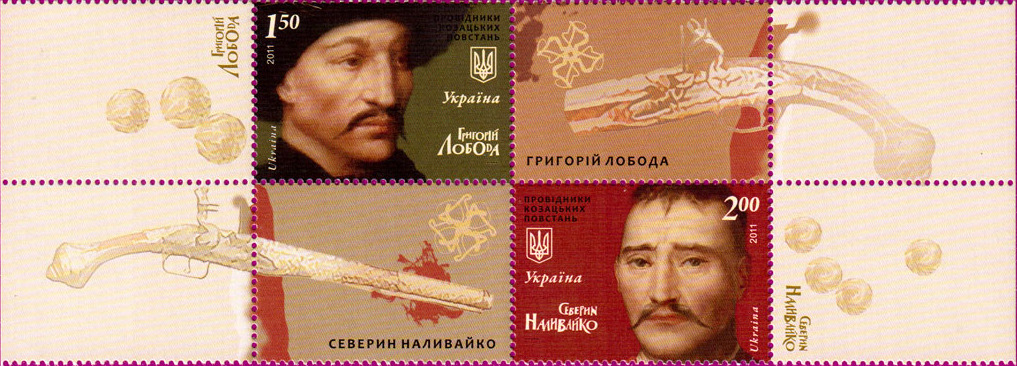
Поштова марка 2011 року, на якій зобразили Григорія Лободу (зверху) і Северина Наливайка.

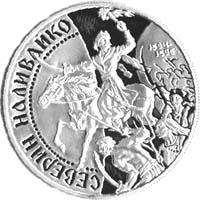
Монета номіналом 20 гривень 1997 рік. Реверс.

Старший брат Дем'ян — священник домашньої церкви князя Костянтина Острозького в Острозі, був пов'язаний з Острозькою академією, викладав у її стінах. Також відомо, що він теж брав участь у повстанні, був сотником. Другий брат Северина мав шевську справу в Острозі. Відомо також про сестру Олену.

## Вшанування пам'яті
Смерть Семерія Наливайка, як і життя залишила яскравий слід у народній пам'яті. Пізніші літописи розповідали про страту Наливайка в розпеченому «мідяному бику» або на розпеченій залізній кобилі із залізною короною на голові. Наливайко був першим відомим діячем вітчизняної історії, який загинув у боротьбі проти Речі Посполитої, тому і став одним із символів визвольної боротьби українського народу
- Дії повстанців Северина Наливайка в Білорусі описує Баркулабівський літопис.
- Про Северина Наливайка складали багато народних дум. Як народного героя його не раз згадував Тарас Шевченко у своїх творах, зокрема в поемі «Тарасова ніч», у якій згадується Наливайко (Кравчина).
- Кондратій Ф. Рилєєв написав поему «Наливайко».
- Іван Ле написав історичний роман «Наливайко».
- Микола Вінграновський написав роман «Северин Наливайко»[12].
- Письменник Кулаковський В. М. написав історичний роман «Северин Наливайко» (1998).
- Л. Костенко згадувала Северина в своєму історичному віршованому романі «Маруся Чурай».
- Про формування війська Северином Наливайком на теренах Поділля та його героїчні вчинки описує Олександр Дмитрук у романі «Звитяга» дилогії «Тризна».
- Національний Банк України у серії «Герої козацької доби» ввів до обігу пам'ятну срібну монету номіналом 20 гривень, яка присвячена пам'яті Северина Наливайка.
- На його честь найменовано цілий ряд вулиць у різних населених пунктах України.
- У Гусятині йому зведено пам'ятник.
- 2011 року поштова служба України випустила комбіновану поштову марку із зображенням Григорія Лободи і Северина Наливайка.

## Інтернет-ресурси
- Северин Наливайко. Козацька війна 1594—1596 років